# Ayaka Nishiwaki
Ayaka Nishiwaka (西脇 綾香 Nishiwaki Ayaka ; Hiroshima, 15 februari 1989), bijnaam A~chan (あ～ちゃん) is een Japanse zangeres en danseres. Ze is vooral bekend als lid van de elektropopgroep Perfume.

## Biografie
Nishiwaki is geboren en opgegroeid in Hiroshima, Japan waar ze naar de Actor’s School Hiroshima ging met Perfume leden Yuka Kashino and Ayano Ōmoto.
Ze vormde Perfume in 2000 met Kashino en voormalig lid Yuka Kawashima, die kort nadien vertrok om zich te concentreren op haar schoolwerk.
Haar jongere zus Sayaka is lid van de groep "9nine".